# Xgat'tem
Xgat'tem (Dog Creek), selo ili banda Shuswap Indijanaca, porodica salishan, s gornjeg toka rijeke Fraser u kanadskoj provinciji Britanska Kolumbija, nešto niže od nušća rijeke Chilcotin. Njihovo glavno selo bilo je Ratltem (Ratlt). Populacija im je iznosila 14 (1904). Danas su ujedinjeni s bandom Stswecem'c (Canoe Creek Band) pod kolektivnim nazivom Stswecem'c Xgat'tem, i pripadaju plemenskom vijeću Northern Shuswap Tribal Council.
Obje bande imaju jedan plemenski ured koji se nalazi u Dog Creeku, u kojem se nalaze također i trgovina, poštanski ured i pumpna stanica. Kombiirana populacija za obje bande iznosi 